# 緊急銀行法
緊急銀行法（きんきゅうぎんこうほう、Emergency Banking Act, EBA）と通称される緊急銀行救済法 (Emergency Banking Relief Act, Public Law 73-1, 48 Stat. 1 (March 9, 1933)) は、アメリカ合衆国議会が1933年3月に、銀行業界の安定化を図るために通過させた法案。
1933年2月には、ミシガン州で取り付け騒ぎが始まり、これが他の州へも波及した。当時は、預金の引き出しを求めて人々が銀行へ殺到する中、銀行閉鎖が州から州へと広がるおそれが生じていた。数週間のうちに全ての州が独自の銀行休業日を設け、取り付け騒ぎを阻止しようと試み、3月4日には最後の48番目となったデラウエア州が銀行を休業させた。

## 銀行休業日
フランクリン・ルーズベルト大統領は、1933年3月4日の就任式直後から、全国的な銀行業界の信用再建に乗り出した。3月6日には、4日間の全国銀行休業日 (national banking holiday) を宣言し、議会が対応できるまで、すべての銀行を閉鎖させた。これは広く「バンク・ホリデー」と称され、一斉休業中に各銀行の経営状態の点検がおこなわれ、支払能力が確認されたものは業務請負を再開させた。

## 緊急銀行法の制定
ハーバート・フーヴァー政権下で財務省のスタッフがまとめていた草案は、1933年3月9日に可決された。この新法は、12の連邦準備銀行に、担保の裏付けの上で追加的に紙幣を発行することを認め、銀行が再開しても適正な預金引き出しに対応できるようにした。
緊急銀行法案は、1917年対敵通商法 (Trading with the Enemy Act of 1917) を修正する形で、1933年3月9日に議会上下院合同会議に提出され、新たに選出された100名以上の与党・民主党議員たちが金融破綻をはじめとする経済の行き詰まりに根本的な対処を求め、同日夕方には混乱した雰囲気の中で法案が可決された。
緊急銀行法は、いわゆる第一次ニューディール政策とされる、ルーズベルト大統領の最初の100日 (First 100 days of Franklin D. Roosevelt's presidency) における政策のひとつであった。緊急性があったため、下院の審議では1部しか法案書がない状態で、下院金融委員会の委員長ヘンリー・スティーガルが法案を大声で読み上げ、投票がおこなわれた。上院議員たちも、いち早く法案が提案はされていたものの、法案を印刷したものが入手できるようになったのは、下院が可決した後のことであった。
ウィリアム・L・シルバーによれば、「1933年の緊急銀行法が議会を通過した1933年3月9日は、FDR（ルーズベルト大統領）が全国的な銀行休業日を宣言した3日後であり、連邦準備銀行が銀行の再開に向けて制限なく通貨を供給したことも相まって、100パーセントの資金準備を保証した」という。

## 民衆の反応
また、シルバーによれば、「1933年3月13日に業務が再開された時、多くの預金者たちは地元の銀行に行列を作り、隠し持っていた現金を預金し直し、誰しもが大いに安堵した。2週間のうちに、銀行の休業以前に流出した通貨の半分以上に相当する金額が、預金し直された。」といい、「株式市場もこの措置を歓迎した。1933年3月15日、ウォールストリートが休業から再開された初日、ダウ平均株価は 8.26ポイント上昇して 62.10  で引け、15.34%の上昇となった。2020年10月現在、この上昇率は、一日の上昇率としては最大の記録となっている。後世の立場からみると、1933年3月の全国的な銀行休業日と緊急銀行法は、世界恐慌を広めた取り付け騒ぎを終わらせたのであった。」という。

## 犯罪とされた金（きん）の退蔵
ひと月後の1933年4月5日、ルーズベルト大統領は大統領令6102号によって、個人、パートナーシップ、団体、企業による通貨性のある金、すなわち金貨、金地金、金証書の所有を犯罪とする措置をとり、議会も同様の決議を1933年6月に可決した。

## 1933年銀行法
この法律は、大きな問題への一時的な対処であった。1933年中には、1933年銀行法が可決され、長期的な対処が具体化したが、そこに盛り込まれた方策のひとつは連邦預金保険公社 (Federal Deposit Insurance Corporation (FDIC) の創設であった。

## 関連文献
- Dighe, Ranjit S. "Saving private capitalism: The US bank holiday of 1933." Essays in Economic & Business History 29 (2011). 42–57. online
- Edwards, Sebastian. "Gold, the Brains Trust, and Roosevelt." History of Political Economy 49.1 (2017): 1-30. online
- Kennedy, Susan Estabrook. The Banking Crisis of 1933 (U Press of Kentucky, 1973).
- Silber,  William L. “Why Did FDR’s Bank Holiday Succeed?” Federal Reserve Bank of New York Economic Policy Review, (July 2009), pp 19–30 online
- Taylor, Jason E., and Todd C. Neumann. "Recovery spring, faltering fall: March to November 1933." Explorations in Economic History 61#1 (2016): 54–67.
- Wicker, Elmus. The Banking Panics of the Great Depression (Cambridge UP, 1996).
- Wigmore, Barrie.  “Was the Bank Holiday of 1933 Caused by a Run on the Dollar?” Journal of Economic History 47#3 (1987): 739–755.